# Визначена матриця
Визначена матриця — властивість дійсних симетричних матриць та комплексних ермітових матриць, пов'язана з властивістю квадратичної форми яку вона описує.

## Означення
У означеннях матриця {\displaystyle M} є дійсною симетричною матрицею або комплексною ермітовою матрицею.
| Тип                       | Назва                                         | Переклад назви                                           | Для симетричної матриці | Для ермітової матриці                                                                                                   |
| ------------------------- | --------------------------------------------- | -------------------------------------------------------- | --- | --- |
| {\displaystyle \succ 0}   | Додатно визначена                             | англ. positive-definite                                  | {\displaystyle \mathbf {x} ^{\top }M\mathbf {x} >0\quad \forall \mathbf {x} \in \mathbb {R} ^{n}\setminus \{\mathbf {0} \}} | {\displaystyle \mathbf {z} ^{*}M\mathbf {z} >0\quad \forall \mathbf {z} \in \mathbb {C} ^{n}\setminus \{\mathbf {0} \}} |
| {\displaystyle \prec 0}   | Від'ємно визначена                            | англ. negative-definite                                  | {\displaystyle \mathbf {x} ^{\top }M\mathbf {x} <0\quad \forall \mathbf {x} \in \mathbb {R} ^{n}\setminus \{\mathbf {0} \}} | {\displaystyle \mathbf {z} ^{*}M\mathbf {z} <0\quad \forall \mathbf {z} \in \mathbb {C} ^{n}\setminus \{\mathbf {0} \}} |
| {\displaystyle \succeq 0} | Невід'ємно визначена (Додатно напіввизначена) | англ. positive semi-definite англ. non-negative-definite | {\displaystyle \mathbf {x} ^{\top }M\mathbf {x} \geq 0\quad \forall \mathbf {x} \in \mathbb {R} ^{n}}                       | {\displaystyle \mathbf {z} ^{*}M\mathbf {z} \geq 0\quad \forall \mathbf {z} \in \mathbb {C} ^{n}}                       |
| {\displaystyle \preceq 0} | Недодатно визначена (Від'ємно напіввизначена) | англ. negative semi-definite англ. non-positive-definite | {\displaystyle \mathbf {x} ^{\top }M\mathbf {x} \leq 0\quad \forall \mathbf {x} \in \mathbb {R} ^{n}}                       | {\displaystyle \mathbf {z} ^{*}M\mathbf {z} \leq 0\quad \forall \mathbf {z} \in \mathbb {C} ^{n}}                       |

## Властивості
У симетричних матриць та ермітових матриць всі власні числа є дійсними.
Тобто, вони конгруентні з діагональною матрицею з дійсними елементами. Власні числа діагональної матриці розташовані на її головній діагоналі.
- Тому всі власні числа визначеної матриці є одного знаку відповідно до її типу. У невизначених матриць власні числа можуть бути різних знаків.

- З огляду на простоту оперування діагональними матрицями, де всі операції відбуваються поелементно, можна означити багато елементарних функції для матриць (степеневу, показникову).

- Зокрема для матриць типу {\displaystyle \succ 0} можна означити корінь та логарифм.